# Pierrette Cahay-André
Pierrette Cahay, geboren Pierrette André (Richelle, 11 november 1936 - Hermalle-sous-Argenteau, 18 oktober 2011), was een Belgisch volksvertegenwoordigster, senatrice en burgemeester.

## Levensloop
Van beroep haarkapster, sloot ze zich aan bij de PSC. Ze werd in 1970 verkozen tot gemeenteraadslid van Richelle en in 1971 volgde ze baron Van Zuylen op als burgemeester van de gemeente. Na de gemeentefusie in 1977 werd ze tot aan haar dood in 2011 gemeenteraadslid van Wezet: van 1977 tot 1982 en van 2001 tot 2006 was ze er schepen en daarna van 1983 tot 1988 burgemeester. Ze beëindigde er haar carrière als OCMW-voorzitter, een mandaat dat Cahay-André uitoefende van 2006 tot aan haar dood in 2011.
Van 1985 tot 1987 en van 1988 tot 1989 was Cahay-André provincieraadslid van Luik. In 1989 volgde ze Michel Hansenne op als rechtstreeks gekozen senator voor het arrondissement Luik, wat ze bleef tot in 1991. Vervolgens zetelde Cahay-André van 1991 tot 1995 in de Belgische Senaat als provinciaal senator voor de provincie Luik. Daarna zetelde ze van 1995 tot 2007 in de Kamer van volksvertegenwoordigers, waar ze ook ondervoorzitter was.
In 1998 verliet ze, in het kielzog van Gérard Deprez, de PSC om lid te worden van diens partij de MCC, die later opging in de liberale MR.
Uit haar huwelijk met Georges Cahay had ze drie dochters. Haar overlijden was het gevolg van een slepende ziekte.